# Nhô Pai
João Alves dos Santos, mais conhecido pelo pseudônimo Nhô Pai (Paraguaçu Paulista, 28 de março de 1912 – Paraguaçu Paulista, 12 de março de 1988) foi um cantor e compositor brasileiro, que se consagrou como um dos grandes nomes da música regionalista brasileira, fazendo sucesso nas décadas de 1940 e 1950, interpretando vários rasqueados.

## Biografia
É o autor do sucesso Beijinho Doce, gravado pela primeira vez em 1945 pelas Irmãs Castro, e posteriormente gravado na voz de Ariovaldo Pires, mais conhecido como Capitão Furtado.
Sua carreira mais profícua foi com o cantor e compositor Nhô Fio, com quem formou uma dupla chamada Nhô Pai e Nhô Fio, que lhes rendeu diversos êxitos.